# Karl von Rettberg (Oberst)

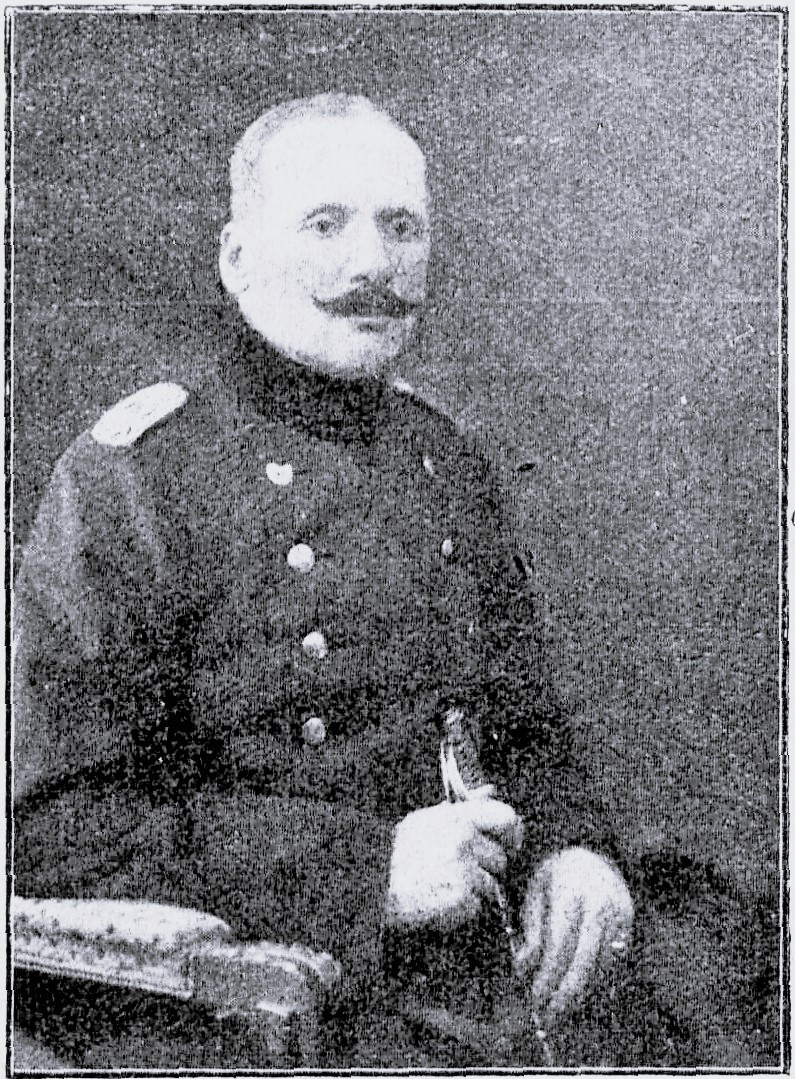
Karl von Rettberg

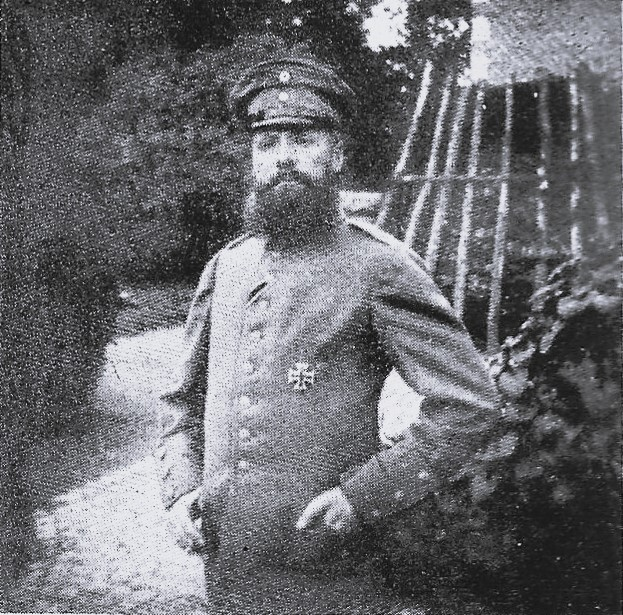
Als lübeckischer Kommandeur im Feld.

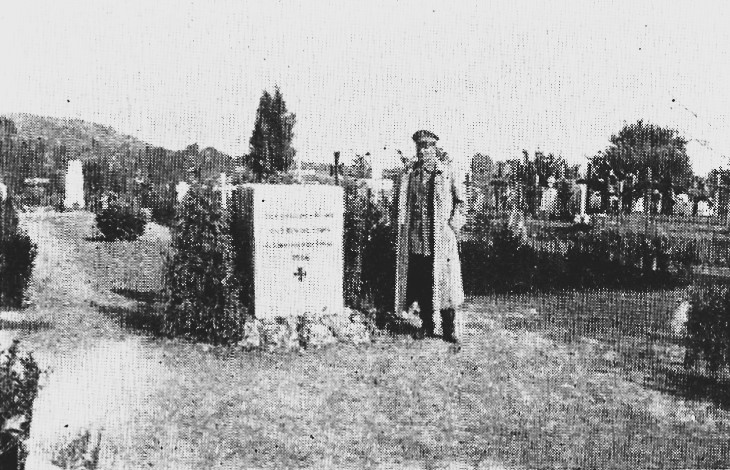
Ehrenfriedhof des IX. RKs am Nordrand Noyons. (1914)

Die Offiziere des IR 162 im Februar 1917

Karl Paul Jonas von Rettberg (* 21. Mai 1865 in Polkwitz; † 17. November 1944 in Celle) war ein preußischer Oberst. Die Kaserne des ehemaligen III. Bataillons des von ihm befehligten Lübecker Infanterie-Regiments in Eutin trug seit ihrem 25-jährigen Bestehen seinen Namen, bis sie am 12. August 2021 zu Oberst-Herrmann-Kaserne umbenannt wurde.

## Leben
Karl entstammte der II. Linie derer von Rettberg und war das erste Kind des preußischen Oberst Karl Ludwig Reinhold von Rettberg. Der spätere Generalleutnant Karl von Rettberg war sein Cousin 2. Grades.
Aus dem Kadettenkorps kommend wurde Rettberg am 14. April 1883 als charakterisierter Portepeefähnrich dem 2. Hannoverschen Infanterie-Regiment Nr. 77 der Preußischen Armee in Celle überwiesen. Ein halbes Jahr später erhielt er das Patent zu diesem Dienstgrad und wurde am 13. September 1884 zum Sekondeleutnant befördert. Während der folgenden Jahre lernte er Karoline Mathilde Homann kennen, die er 1901 in Celle heiratete.
Am 20. Mai 1893 wurde Rettberg unter Beförderung zum Premierleutnant in das Oldenburgische Infanterie-Regiment Nr. 91 nach Oldenburg versetzt. Hier erfolgte 1898 die Beförderung zum Hauptmann und seine Verwendung als Chef 4. Kompanie. Am 18. Oktober 1910 zum Major befördert, gehörte Rettberg von Dezember 1910 bis September 1912 dem Stab des Füsilier-Regiments „Königin“ (Schleswig-Holsteinisches) Nr. 86 in Flensburg an. Als Kommandeur des II. Bataillons des Schleswig-Holsteinischen Infanterie-Regiments Nr. 163 wurde er nach Neumünster versetzt.

### Erster Weltkrieg
Nach dem Ausbruch des Ersten Weltkriegs wurde sein Regiment zunächst beim Grenzschutz in Nord-Schleswig eingesetzt und nahm dann am Einmarsch in das neutrale Belgien teil. Während der Kämpfe bei Löwen, die zur Zerstörung der Stadt führte, wurde Rettberg am 25. August 1914 leicht verwundet. Wieder genesen, wurde er als Nachfolger für den scheidenden Oberst Otto von Koppelow zum Kommandeur des Infanterie-Regiments „Lübeck“ (3. Hanseatisches) Nr. 162 ernannt. Das Regiment war während des gesamten Krieges der 81. Infanterie-Brigade aus Lübeck unterstellt. Rettberg sollte mit seiner Persönlichkeit das Regiment so prägen, wie es ein Georg Sick beim Schwesterregiment (163) tat.
Das Regiment kämpfte bei Roye und Noyon. Mit Patent vom 24. Juli 1915 wurde Rettberg zum Oberstleutnant befördert. Anfang 1916 wurde sein Regiment auf dem Höhenzug zwischen Givenchy und Vimy eingesetzt. Der Besitz der Crête de Vimy, auf deutscher Seite als Vimy-Höhen bezeichnet, bot einen strategischen Vorteil, der dem der Lorettohöhe gleichkam. Am 21. Februar 1916, der zu einem der Lübecker Ruhmestage werden sollte, erstürmte die Division die hinter Angres liegende sogenannte „Gießler-Höhe“. Bevor die Brigade mit der Operation „Hamburg“ den Rest des Höhenzuges eroberte, musste jedoch das Regiment verlustbedingt von dort abgezogen werden. Von Juli bis November kämpfte Rettberg mit seinem Regiment in zwei Einsätzen, unter anderem am Windmühlenhügel (Höhe 161) bei Pozières und in der Schlacht an der Somme. Im Folgejahr führte Rettberg seinen Verband durch die Frühjahrsschlacht von Arras und von dort in die Siegfriedstellung. Nachdem man zuerst beim Vert-Wald focht, erreichte ihn im Artois der Befehl der Versetzung.

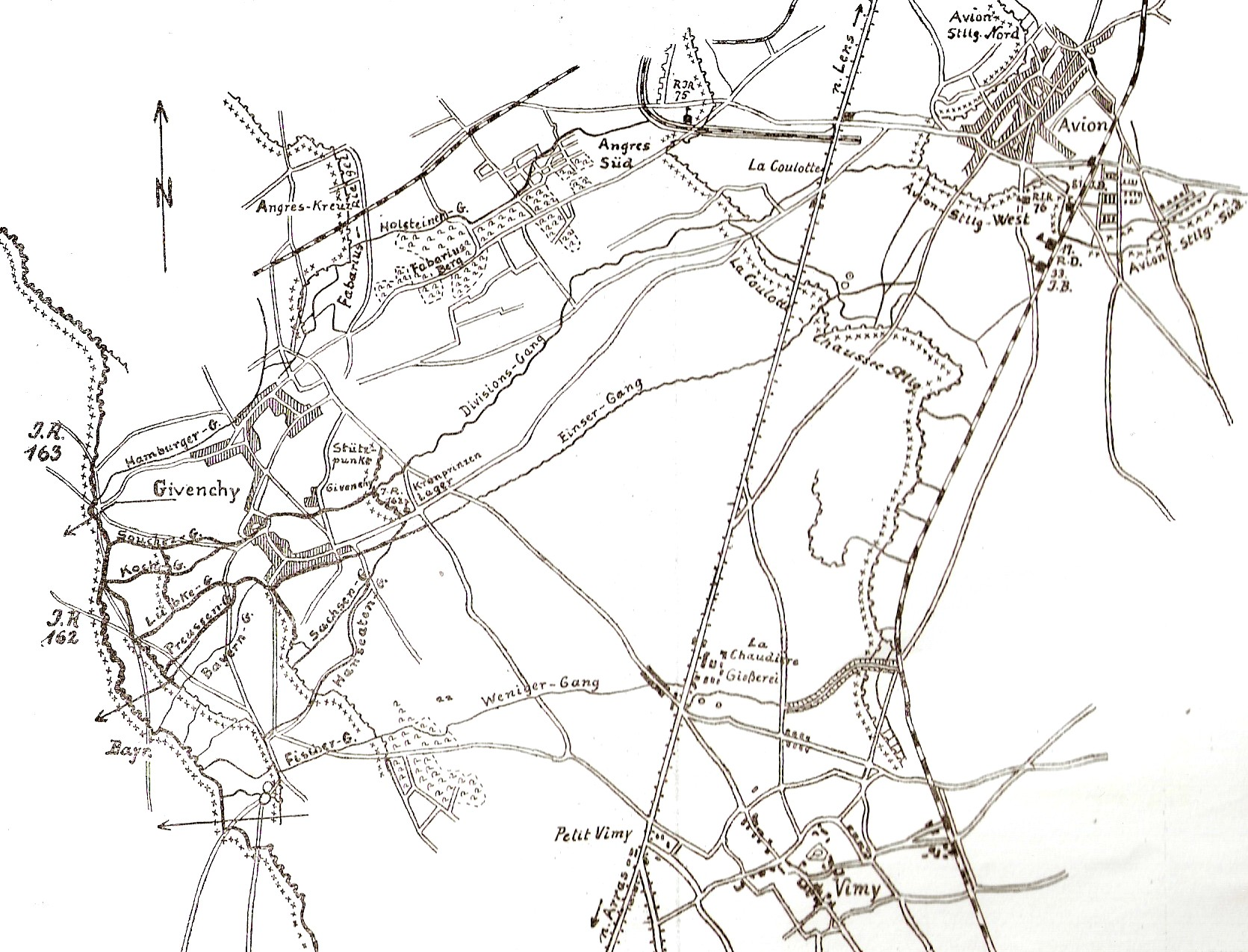
Stellung bei Givenchy und auf den Vimy-Höhen
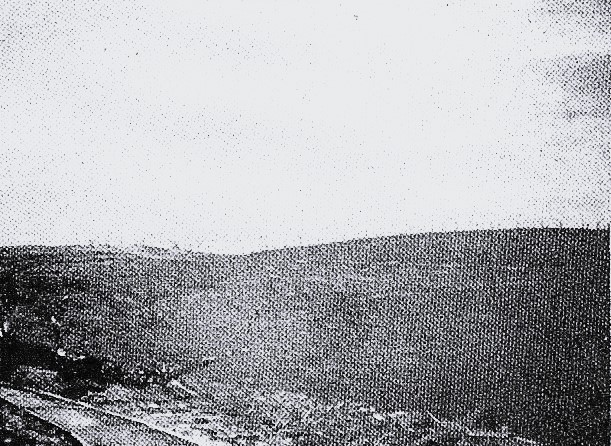
Die „Gießler Höhe“ von Hans am Ende
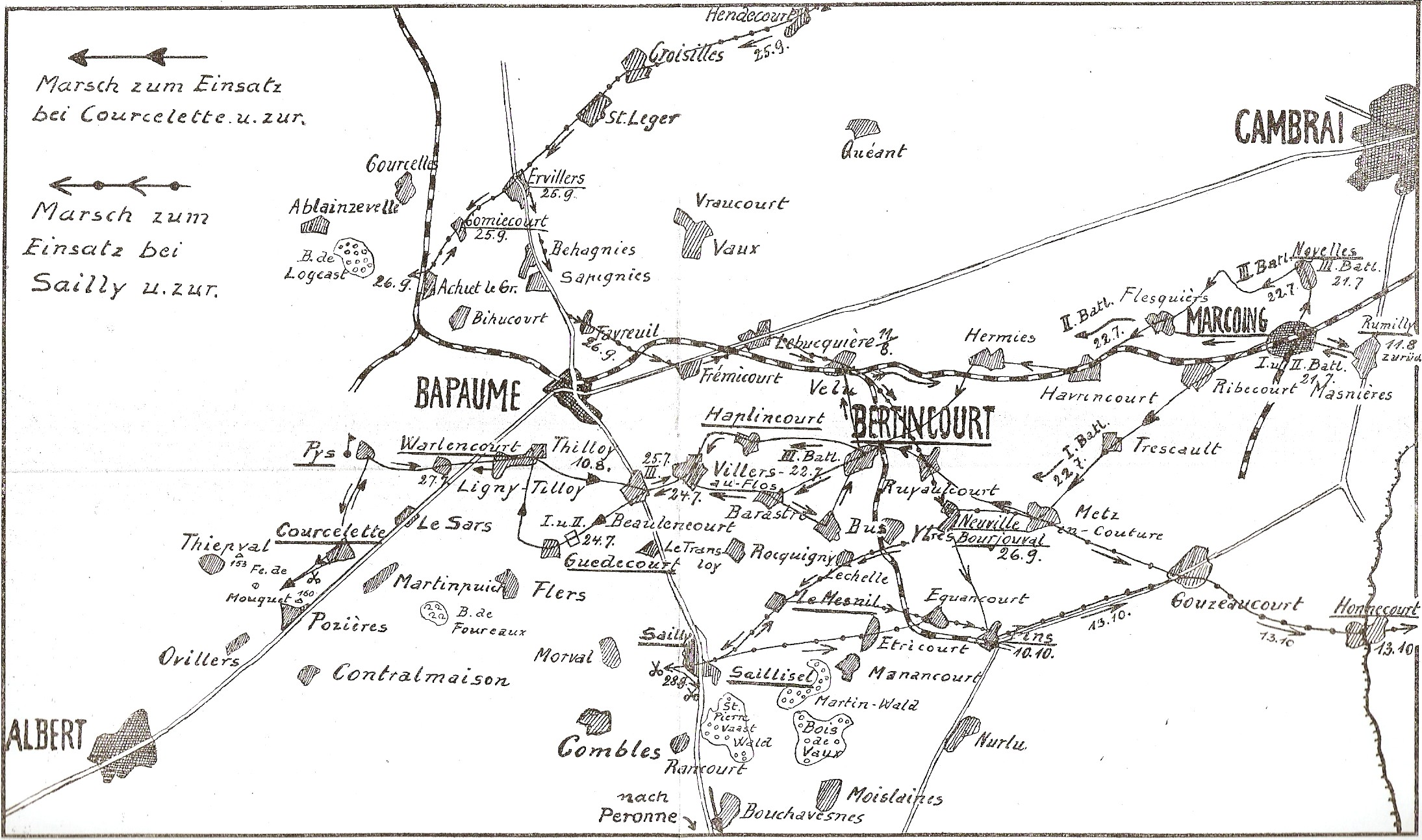
Anmarsch des Regiments zum 1. und 2. Einsatz an der Somme
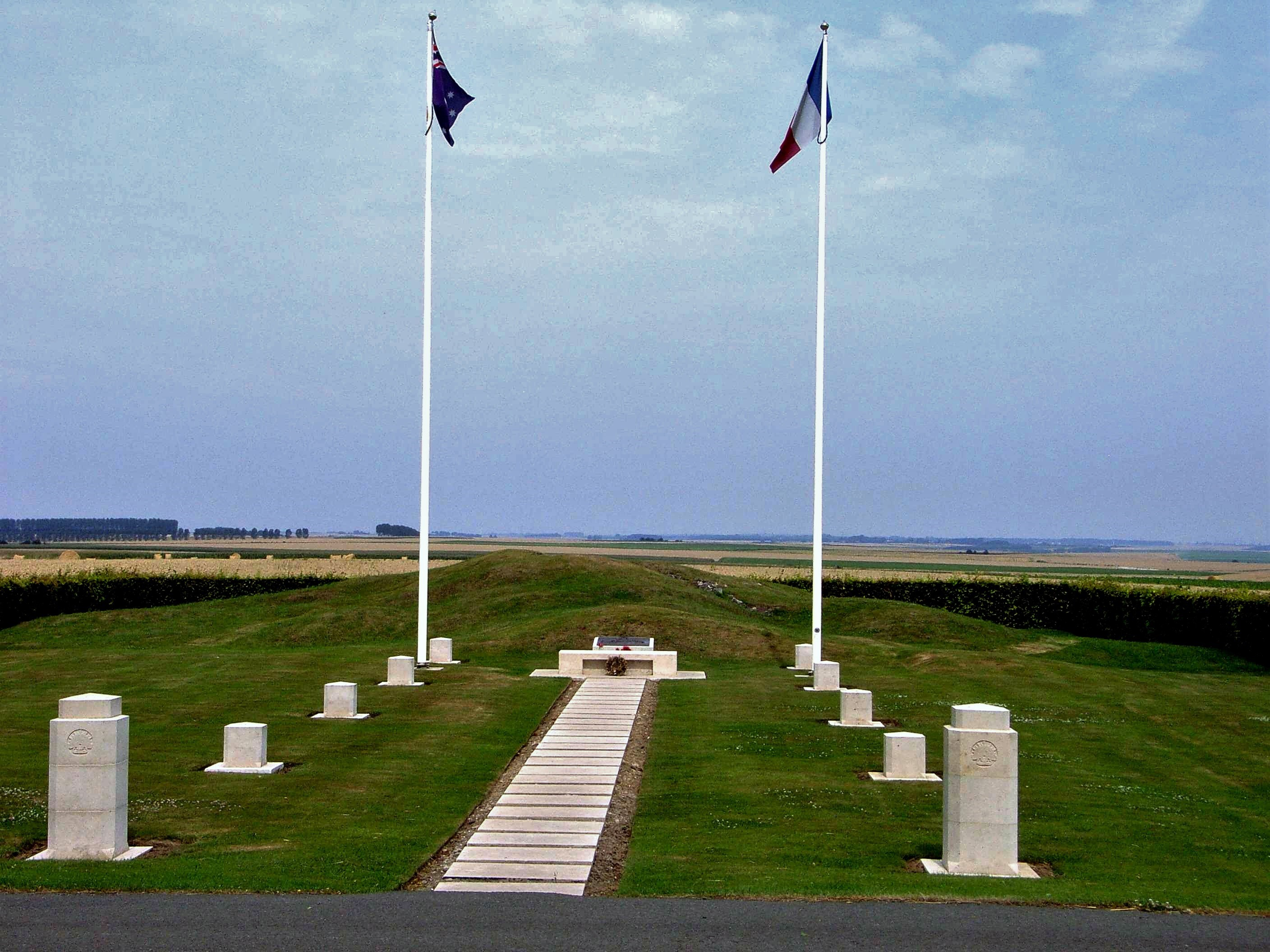
Gedenkstätte auf dem früheren Windmühlenhügel
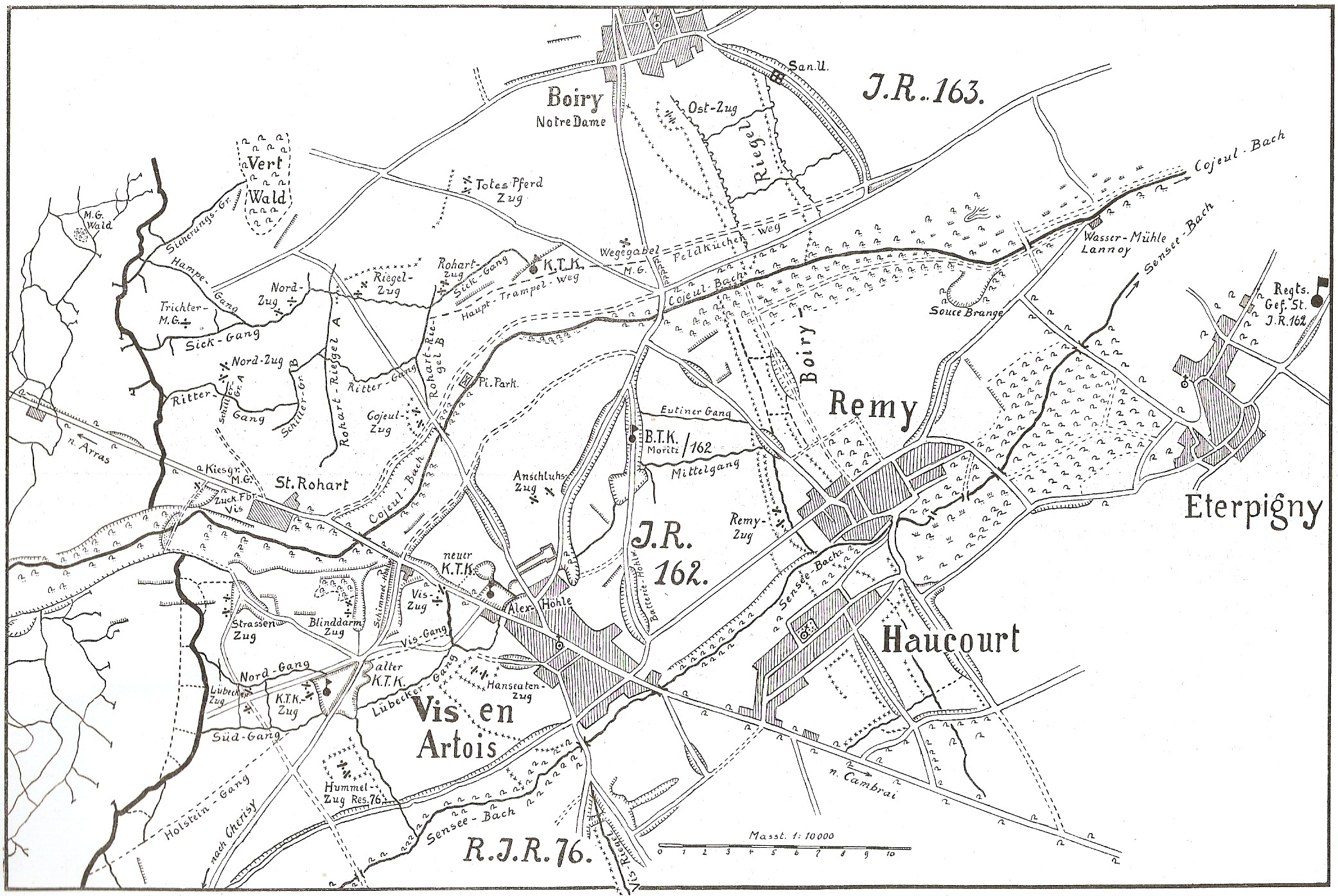
Stellung am Bois du Vert und bei Vis en Artois

Mit dem nachstehenden Befehl an seine 162er verabschiedete sich von Rettberg:

„Seine Majestät der Kaiser hat mich zum Kommandeur des Infanterie-Regiments Nr. 420 ernannt. 
So gilt es Abschied zu nehmen von dem mir so lieben Regiment Lübeck, mit dem ich fast drei Jahre lang Freud und Leid geteilt habe. Schmerzliche Gefühle bewegen mein Herz. Daneben herrscht das Gefühl tiefer Dankbarkeit vor. Ich danke allen Angehörigen des Regiments, vom Stabsoffizier bis zum Musketier, für die treue Hingabe, die sie allezeit bewährt haben im Dienste des Vaterlandes, zur Ehre des Regiments Lübeck. Ich danke für das Vertrauen, das mir von Offizieren und Mannschaften entgegengebracht ist. Dieses Vertrauen wurde von mir voll erwidert. Es gab mir in schweren Tagen Kraft und Zuversicht. 
Mögen auch fernerhin Pflichtgefühl, Ausdauer und kühner Wagemut im Regiment heimisch bleiben, möge der Geist treuer Kameradschaft in seinen Reihen weiter leben, bis mit Gottes Hilfe ein siegreicher Friede erkämpft ist. Gott befohlen, Kameraden, und gedenkt zuweilen eures alten Kommandeurs.“

So übernahm am 11. Juli 1917 der Kommandeur des im Oktober 1916 aufgestellten in Reihen der 35. Reserve-Division in den Pripjet-Sümpfen kämpfenden Infanterie-Regiment Nr. 420, Ludwig Hauß, das Lübecker Regiment, an der Westfront, während Rettberg zu den 420ern an der Ostfront wechselte.

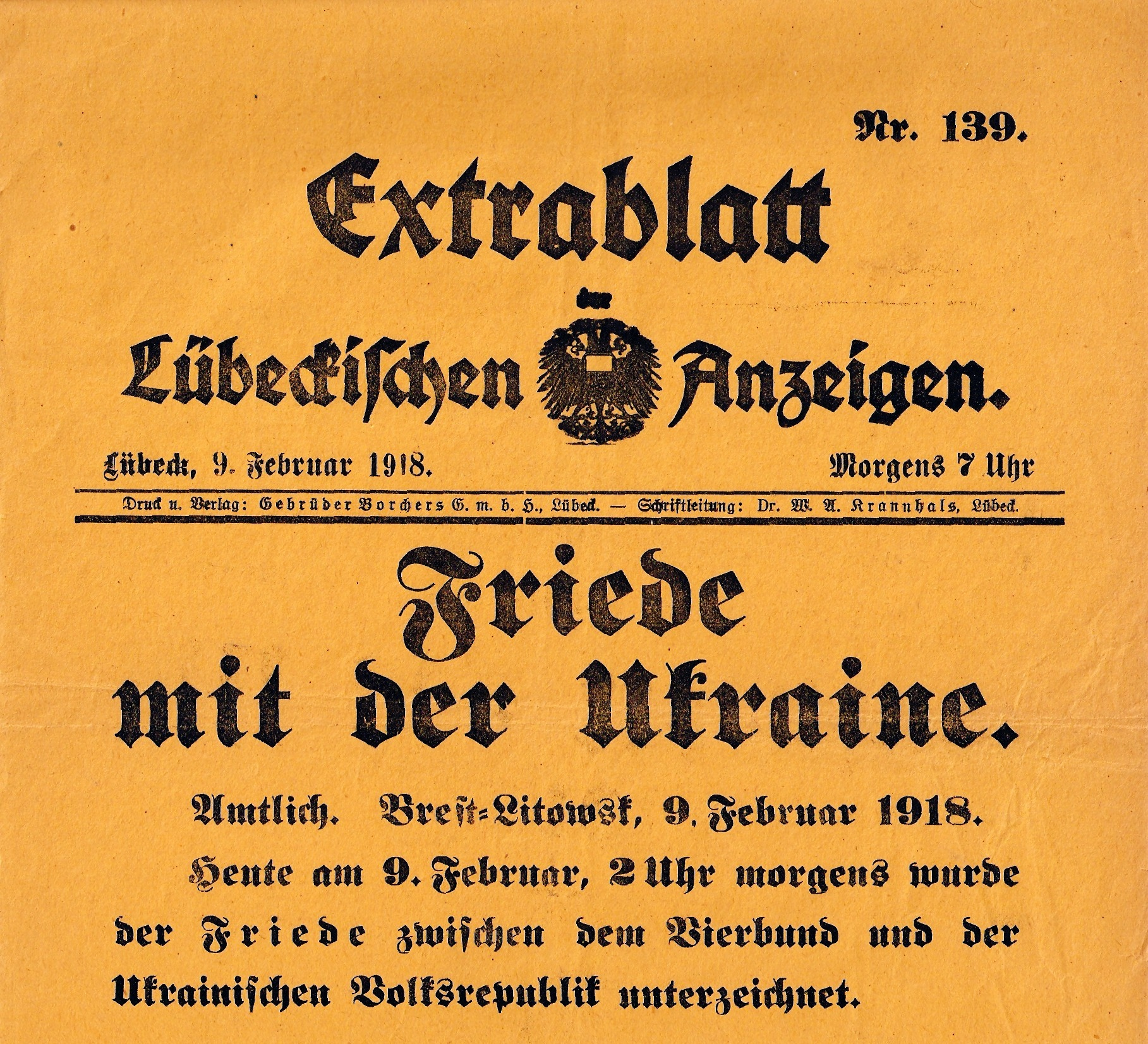
Sonderdepesche vom
9. Februar 1918

Ab dem 2. Dezember herrschte dort Waffenruhe und ab dem 17. Dezember trat der Waffenstillstand in Kraft. Am 20. November 1917 rief die Ukraine ihre Unabhängigkeit von Russland aus und kündigte das Bilden einer Ukrainischen Volksrepublik an und schloss am 9. Februar 1918 mit den Mittelmächten den sogenannten „Brotfrieden“.
Im Januar 1918 teilten die Lübeckischen Blätter ihren Lesern mit, dass ihr geschätzter ehemaliger Regimentskommandeur am 24. November 1917 der Orden des Pour le Mérite verliehen worden sei. Diese Meldung wurde zwar nicht richtiggestellt aber auch in der zum 25. Jahrestag des Regiments erschienenen Regimentsgeschichte auch nicht wiederholt. Fälschlicherweise hatte man angenommen, dass es sich bei jenem Karl von Rettberg um ihren Karl von Rettberg handele.
Als die Rada aus Russland und dem Nordosten der Ukraine vertrieben wurde, marschierte Deutschland, nachdem es um Hilfe gebeten wurde, unter anderem mit der 35. RD zu deren Unterstützung ein. Vom 22. Juni bis zum 15. November 1918 wurde die Ukraine besetzt.

### Nachkriegszeit
Nach Kriegsende und Rückführung in die Heimat wurde das Regiment ab Mitte Januar 1919 in Königsberg aufgelöst. Bis September 1919 war Rettberg dann Kommandeur der Abwicklungsstelle des Schleswig-Holsteinischen Infanterie-Regiments Nr. 163 in Neumünster. Von hier wurde er zum Hauptversorgungsamt nach Hannover kommandiert und am 9. April 1920 unter Verleihung des Charakters als Oberst zur Disposition gestellt.
Obwohl nun in Hannover lebend, hielt er weiterhin engen Kontakt zu den Lübeckern. So legte er Otto Dziobek nahe, zur 25. Wiederkehr des Stiftungstags des Regiments dessen Geschichte niederzuschreiben. Zum 3. Regimentsappell und Kameradentreffen des ehemaligen 'Infanterie-Regiments Lübeck (3. Hanseat.) Nr. 162' hielt Rettberg am 16. September 1934, dem „Tag der 162er“ auf dem Lübecker Marktplatz die Festrede.
Die 1913 begonnene Kaserne des einstigen III. Bataillons der 162er in Eutin erhielt zu deren 25. Jahrestag vom Sohn des einstigen Bataillonskommandeurs Franz de Rainville den Namen Rettberg-Kaserne. Am 12. August 2021 wurde sie in Oberst-Herrmann-Kaserne umbenannt.
Am 9. Februar 1944 zogen die Rettbergs aus Hannover in die Geburtsstadt seiner Frau, wo er wenige Monate später verstarb.

## Auszeichnungen
- Roter Adlerorden IV. Klasse[8]
- Preußisches Dienstauszeichnungskreuz[8]
- Ehrenritterkreuz II. Klasse mit der Silbernen Krone des Oldenburgischen Haus- und Verdienstordens des Herzogs Peter Friedrich Ludwig[8]
- Eisernes Kreuz I. Klasse am 21. Dezember 1914
- Lübecker Hanseatenkreuz am 16. September 1915[9]
- Ritterkreuz des Königlichen Hausordens von Hohenzollern mit Schwertern am 21. September 1916[10]

Die Straße Am Bertramshof in Lübeck trug bis 1946 seinen Namen.

## Verweise